# 필리피 전투
필리피 전투는 기원전 42년 10월 마케도니아 필리피 근처에서 벌어진 2번에 걸친 전투를 말한다. 로마 공화정 말기 제2차 삼두정치의 옥타비아누스, 안토니우스의 군대와 카이사르의 암살주동자인 브루투스와 카시우스가 이끄는 군대와의 전투이다.

## 첫 번째 전투
첫 번째 전투는 기원전 42년 10월 3일에 벌어졌다. 필리피 왼쪽의 평원에서 옥타비아누스와 브루투스군이 진영을 사이에두고 대진했고 좀 더 남쪽에서 안토니우스와 카시우스가 각각 진영을 편성하고 있었다. 먼저 승기를 잡은 것은 브루투스군이었다. 브루투스는 옥타비아누스군의 진지를 급습하고 물리치는 데 성공했으나 옥타비아누스는 마침 진지에 없었다. 고대의 기록에는 옥타비아누스가 전날 밤 꿈에 적의 급습을 예언받았다고 한다.
한편 카시우스군은 강력한 진지를 구축하고 안토니우스의 도전에 응하지 않았다가 안토니우스의 전략에 말려 진지를 비웠다가 결국 빼앗기고 말았다. 병력을 잃은 카시우스는 브루투스의 전투결과를 보려했으나 자욱한 먼지 때문에 미처 브루투스가 승리한 사실을 몰랐다. 카시우스는 브루투스도 패배한 것으로 오판하고 노예를 시켜 자결했다. 브루투스는 이후 진영에 틀어박혀 아무런 조치를 취하지 않았다.

## 두 번째 전투
두 번째 전투는 첫 번째 전투가 벌어진 지 대략 20일 이후에 일어났다. 브루투스는 카시우스에 비해 전투경험이 부족하여 그 기간 동안 아무런 대비 없이 진영에만 머물러 있었고 옥타비아누스와 안토니우스 연합군은 전열을 정비하여 공격해왔다. 브루투스군은 이에 맞서 격전을 벌였지만 결국 무너졌다. 브루투스는 피신하라는 권고도 무시하고 자결을 택했다.

## 결과
안토니우스는 브루투스의 유해를 거두어 화장하고 그의 어머니 세르빌리아 카이피오니스에게 보내주었다. 이 전투의 승리로 안토니우스와 옥타비아누스는 암살파를 완전히 제거하고 각각 로마의 권력을 잡기 위해 경쟁에 돌입했다.